# Alex Convery
Alex Convery (* Mai 1992 in Chicago) ist ein US-amerikanischer Drehbuchautor.

## Leben
Alex Convery wurde in Chicago geboren und studierte Drehbuch an der School of Cinematic Arts der University of Southern California.
Zwei seiner Drehbücher landeten auf der Black List der besten unverfilmten Ideen Hollywoods, im Jahr 2018 Bag Man und im Jahr 2021 Air Jordan. Letzteres wurde schließlich unter dem Titel Air verfilmt. Regie führte Ben Affleck, der gemeinsam mit Hauptdarsteller Matt Damon auch an der Überarbeitung von Converys Drehbuchs beteiligt war. Der weltweite Kinostart soll im April 2023 erfolgen. Hiernach will Prime Video den Film in sein Programm aufnehmen.
Im Jahr 2022 wurde Convery von Variety in die Liste der „Screenwriters to Watch“ aufgenommen.
Er ist mit Quinn Convery verheiratet.

## Filmografie
- 2023: Air: Der große Wurf (Air)